# Tiro com arco nos Jogos Olímpicos de Verão de 2020
As competições de tiro com arco nos Jogos Olímpicos de Verão de 2020 foram disputadas entre 23 e 31 de julho de 2021 no Parque de Yumenoshima, em Tóquio. Originalmente agendados para 2020, em 24 de março daquele ano as Olimpíadas foram adiadas para 2021 devido à pandemia de COVID-19, sem a presença de espectadores.
Cinco eventos foram realizados, um a mais com relação as últimas edições, após a introdução da prova por equipes mistas pelo Comitê Olímpico Internacional em junho de 2017.

## Qualificação
Houve 128 vagas de qualificação disponíveis para o tiro com arco nos Jogos de 2020: 64 para homens e 64 para mulheres. Os padrões de qualificação foram divulgados pela Federação Mundial de Tiro com Arco (World Archery, WA) em março de 2018.
Cada Comitê Olímpico Nacional (CON) poderia inscrever um máximo de seis competidores, três por gênero. CONs que qualificassem equipes em um determinado gênero poderiam enviar uma equipe de três membros e, também, os mesmos poderiam competir no evento individual. Um total 12 vagas para cada gênero poderiam se qualificar por equipes, totalizando 36 competidores. Os demais CONs poderiam conseguir, no máximo, uma vaga por gênero para os eventos individuais.
Seis vagas estavam reservadas ao Japão por ser país sede e outras quatro foram decididas pela Comissão Tripartite. As 118 vagas restantes foram alocadas por processo qualificatório, no qual os arqueiros receberam a vaga para seu respectivo CON, embora não necessariamente para eles.
Não houve processo qualificatório para o evento de duplas mistas. Em vez disso, a qualificação para este evento foi realizada pelas fases de classificação no início dos Jogos. Cada CON que qualificou ao menos um homem e uma mulher teve os escores realizados por cada um dos arqueiros na fase de ranqueamento individual somados. As 16 melhores duplas disputaram a competição de equipes mistas.

## Formato

Arqueiros durante a fase de ranqueamento no individual masculino

Um total de 128 atletas competiram nos cinco eventos: individual masculino, individual feminino, equipes masculinas, equipes femininas e equipes mistas.
Todos os cinco eventos programados aconteceram com o arco recurvo, realizado sobre a distância de 70 metros e as regras da World Archery. A competição inicia-se com uma fase de ranqueamento envolvendo todos os 64 arqueiros de cada gênero. Cada arqueiro deve atirar um total de 72 flechas em alvos de 172 centímetros de diâmetro para ser classificado de 1 a 64 de acordo com seu resultado.
A fase de classificação também é utilizada para classificar as equipes masculinas e femininas de 1 a 12, ao agregar os resultados individuais para membros de cada equipe. Além disso, a fase de classificação determinou as 16 duplas para o evento por equipes mistas.
Cada evento está foi realizado no sistema eliminatório simples ("mata-mata"), exceto para os perdedores das semifinais que disputam as medalhas de bronze.

## Calendário
As competições de tiro com arco se iniciou com a fase de ranqueamento individual em 23 de julho de 2021 (mesmo dia da abertura dos Jogos) e se encerrou com a competição por equipes masculinas em 31 de julho.
| Dia   | Data                               | Início | Final | Evento               | Fase                                     |
| ----- | ---------------------------------- | ------ | ----- | -------------------- | ---------------------------------------- |
| Dia 0 | Sexta-feira, 23 de julho de 2021   | 9:00   | 11:00 | Individual feminino  | Fase de ranqueamento                     |
| Dia 0 | Sexta-feira, 23 de julho de 2021   | 13:00  | 15:00 | Individual masculino | Fase de ranqueamento                     |
| Dia 1 | Sábado, 24 de julho de 2021        | 9:30   | 12:05 | Equipes mistas       | Oitavas de final                         |
| Dia 1 | Sábado, 24 de julho de 2021        | 14:15  | 17:25 | Equipes mistas       | Fases eliminatórias/Disputas de medalhas |
| Dia 2 | Domingo, 25 de julho de 2021       | 9:30   | 11:05 | Equipes femininas    | Oitavas de final                         |
| Dia 2 | Domingo, 25 de julho de 2021       | 13:45  | 17:25 | Equipes femininas    | Fases eliminatórias/Disputas de medalhas |
| Dia 3 | Segunda-feira, 26 de julho de 2021 | 9:30   | 11:05 | Equipes masculinas   | Oitavas de final                         |
| Dia 3 | Segunda-feira, 26 de julho de 2021 | 13:45  | 17:25 | Equipes masculinas   | Fases eliminatórias/Disputas de medalhas |
| Dia 4 | Terça-feira, 27 de julho de 2021   | 9:30   | 13:25 | Individual masculino | Fase de 64/Fase de 32                    |
| Dia 4 | Terça-feira, 27 de julho de 2021   | 9:30   | 13:25 | Individual feminino  | Fase de 64/Fase de 32                    |
| Dia 4 | Terça-feira, 27 de julho de 2021   | 16:00  | 19:55 | Individual masculino | Fase de 64/Fase de 32                    |
| Dia 4 | Terça-feira, 27 de julho de 2021   | 16:00  | 19:55 | Individual feminino  | Fase de 64/Fase de 32                    |
| Dia 5 | Quarta-feira, 28 de julho de 2021  | 9:30   | 13:25 | Individual masculino | Fase de 64/Fase de 32                    |
| Dia 5 | Quarta-feira, 28 de julho de 2021  | 9:30   | 13:25 | Individual feminino  | Fase de 64/Fase de 32                    |
| Dia 5 | Quarta-feira, 28 de julho de 2021  | 16:00  | 18:40 | Individual masculino | Fase de 64/Fase de 32                    |
| Dia 5 | Quarta-feira, 28 de julho de 2021  | 16:00  | 18:40 | Individual feminino  | Fase de 64/Fase de 32                    |
| Dia 6 | Quinta-feira, 29 de julho de 2021  | 9:30   | 13:25 | Individual masculino | Fase de 64/Fase de 32                    |
| Dia 6 | Quinta-feira, 29 de julho de 2021  | 9:30   | 13:25 | Individual feminino  | Fase de 64/Fase de 32                    |
| Dia 6 | Quinta-feira, 29 de julho de 2021  | 16:00  | 18:40 | Individual masculino | Fase de 64/Fase de 32                    |
| Dia 6 | Quinta-feira, 29 de julho de 2021  | 16:00  | 18:40 | Individual feminino  | Fase de 64/Fase de 32                    |
| Dia 7 | Sexta-feira, 30 de julho de 2021   | 9:30   | 11:15 | Individual feminino  | Oitavas de final                         |
| Dia 7 | Sexta-feira, 30 de julho de 2021   | 14:45  | 17:20 | Individual feminino  | Fases eliminatórias/Disputa de medalhas  |
| Dia 8 | Sábado, 31 de julho de 2021        | 9:30   | 11:15 | Individual masculino | Oitavas de final                         |
| Dia 8 | Sábado, 31 de julho de 2021        | 14:45  | 17:20 | Individual masculino | Fases eliminatórias/Disputa de medalhas  |

## Nações participantes
Ao todo, 51 CONs tiveram atletas qualificados em ao menos um evento. Entre parênteses encontra-se representada a quantidade de competidores.
- GER Alemanha (4)
- AUS Austrália (4)
- BAN Bangladesh (2)
- BEL Bélgica (1)
- BLR Bielorrússia (3)
- BHU Butão (1)
- BRA Brasil (2)
- CAN Canadá (2)
- KAZ Cazaquistão (3)
- CHA Chade (1)
- CHI Chile (1)
- CHN China (6)
- COL Colômbia (2)
- KOR Coreia do Sul (6)
- DEN Dinamarca (1)
- EGY Egito (2)
- ECU Equador (1)
- SVK Eslováquia (1)
- SLO Eslovênia (1)
- ESP Espanha (2)
- USA Estados Unidos (6)
- EST Estônia (1)
- FIN Finlândia (1)
- FRA França (4)
- GBR Grã-Bretanha (6)
- GRE Grécia (1)
- HUN Hungria (1)
- ISV Ilhas Virgens Americanas (1)
- IND Índia (4)
- INA Indonésia (4)
- IRI Irã (1)
- ISR Israel (1)
- ITA Itália (4)
- JPN Japão (6)
- LUX Luxemburgo (1)
- MAS Malásia (2)
- MAW Malawi (1)
- MEX México (4)
- MDA Moldávia (2)
- MGL Mongólia (2)
- NED Países Baixos (4)
- POL Polônia (2)
- CZE República Checa (1)
- ROC ROC (4)
- ROU Romênia (1)
- SWE Suécia (1)
- TPE Taipé Chinês (6)
- TUN Tunísia (2)
- TUR Turquia (2)
- UKR Ucrânia (4)
- VIE Vietnã (2)

## Medalhistas
| Evento                        | Ouro                                                  | Prata                                                       | Bronze                                                    |
| ----------------------------- | ----------------------------------------------------- | ----------------------------------------------------------- | --------------------------------------------------------- |
| Individual masculino detalhes | Mete Gazoz TUR Turquia                                | Mauro Nespoli ITA Itália                                    | Takaharu Furukawa JPN Japão                               |
| Equipes masculinas detalhes   | Oh Jin-hyek Kim Je-deok Kim Woo-jin KOR Coreia do Sul | Wei Chun-heng Tang Chih-chun Deng Yu-cheng TPE Taipé Chinês | Yuki Kawata Takaharu Furukawa Hiroki Muto JPN Japão       |
| Individual feminino detalhes  | An San KOR Coreia do Sul                              | Elena Osipova ROC                                           | Lucilla Boari ITA Itália                                  |
| Equipes femininas detalhes    | Jang Min-hee Kang Chae-young An San KOR Coreia do Sul | Svetlana Gomboeva Elena Osipova Ksenia Perova ROC           | Charline Schwarz Michelle Kroppen Lisa Unruh GER Alemanha |
| Equipes mistas detalhes       | Kim Je-deok An San KOR Coreia do Sul                  | Steve Wijler Gabriela Schloesser NED Países Baixos          | Luis Álvarez Alejandra Valencia MEX México                |

## Quadro de medalhas
País sede destacado
| Ordem | País              | Medalha de ouro | Medalha de prata | Medalha de bronze |    | Ordem por total |
| ----- | ----------------- | --------------- | ---------------- | ----------------- | -- | --------------- |
| 1     | KOR Coreia do Sul | 4               |                  |                   | 4  | 1               |
| 2     | TUR Turquia       | 1               |                  |                   | 1  | 5               |
| 3     | ROC               |                 | 2                |                   | 2  | 2               |
| 4     | ITA Itália        |                 | 1                | 1                 | 2  | 2               |
| 5     | NED Países Baixos |                 | 1                |                   | 1  | 5               |
|       | TPE Taipé Chinês  |                 | 1                |                   | 1  | 5               |
| 7     | JPN Japão         |                 |                  | 2                 | 2  | 2               |
| 8     | GER Alemanha      |                 |                  | 1                 | 1  | 5               |
|       | MEX México        |                 |                  | 1                 | 1  | 5               |
| TOTAL | TOTAL             | 5               | 5                | 5                 | 15 | —               |